# Staande virginaalspeelster
Staande virginaalspeelster is een genrestuk uit 1670-1673 van de Delftse kunstschilder Johannes Vermeer (1632-1675). Het schilderij is in het bezit van de National Gallery in Londen.

## Beschrijving
Het latere werk van Vermeer kenmerkt zich door strakke vormgeving en helder kleurgebruik, vergeleken met de vagere vormen en tinten uit de jaren 1660. De rechthoekige en precieze vormen van de vensters, het tegelwerk, de schilderijen, de virginaal en de stoel vormen een harmonieus geheel en activeren de tussenliggende ruimtes. De rechte lijnen contrasteren weer met de ronde vormen van de vrouw en de landschappen op het virginaal en de achterwand. Het ivoorwit van de muur wordt benadrukt door de geleidelijk vervagende schaduwen van de schilderijen en de vensters.
De virginaal symboliseerde in de zeventiende eeuw de puurheid van de liefde. Deze boodschap wordt ondersteund door de Cupido met het opgeheven kaartje in het schilderij van Caesar van Everdingen (1617-1678) op de achterwand. De pose van de Cupido verwijst naar een bekend embleem in Amorum emblemata (1608) van de Zuid-Nederlandse schilder Otto van Veen (1557-1629), gewijd aan de trouwe liefde.
De landschappen op het virginaal en de achterwand zijn vrije variaties op Berglandschap met reizigers (1640) van Pieter Anthonisz. van Groenewegen (1590/1600–1658). Vermeer nam in zijn oeuvre vaker andere schilderijen op, maar doorgaans bleef hij trouwer aan de oorspronkelijke compositie van zijn voorbeeld.
Mogelijk zijn dit werk en Zittende virginaalspeelster als pendanten vervaardigd. De nagenoeg gelijke omvang en datering en de gerelateerde onderwerpen wijzen in die richting, maar Vermeer borduurde wel vaker voort op dezelfde thema's. De twee schilderijen zijn in ieder geval niet aan dezelfde opdrachtgever verkocht.

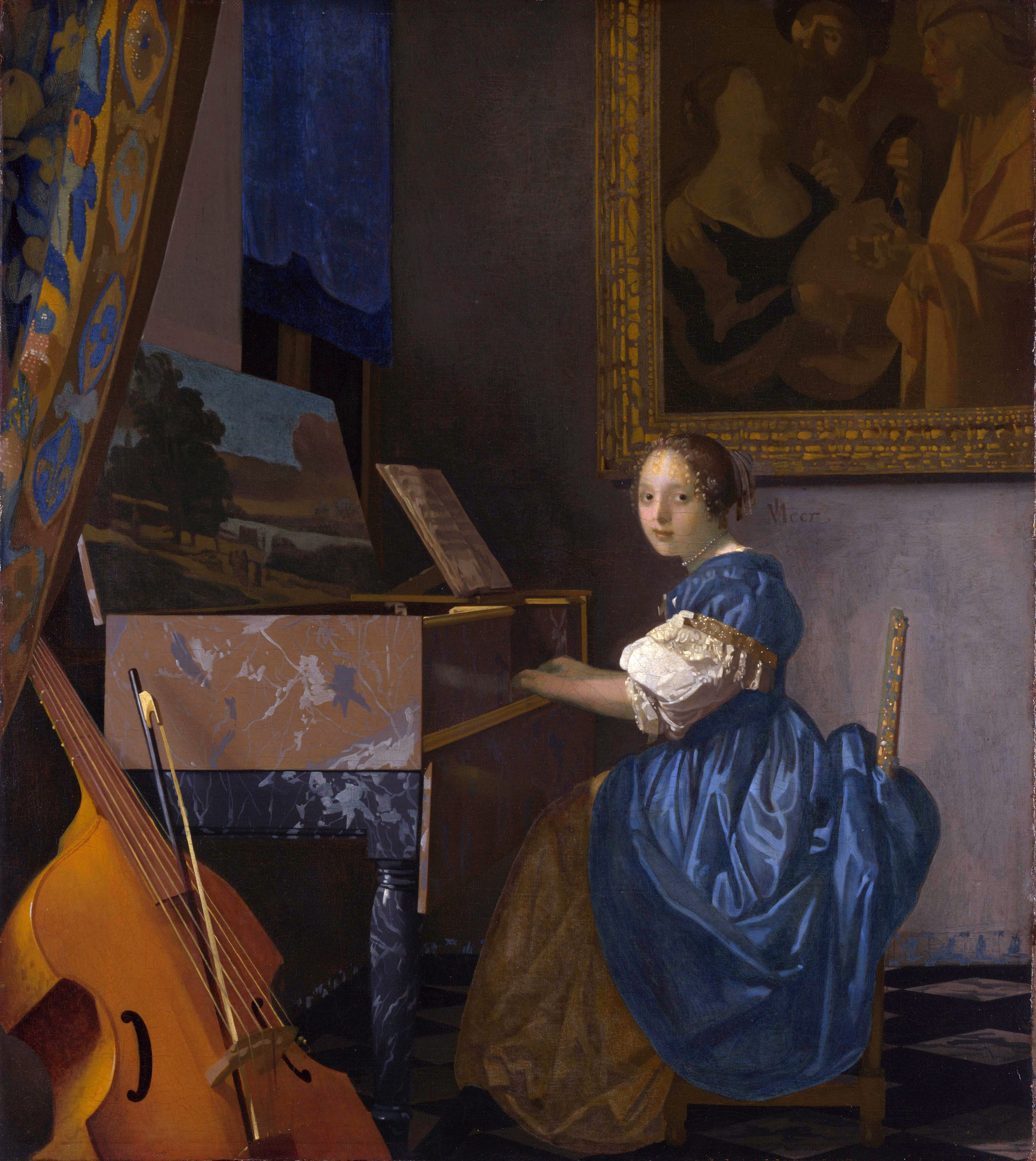
Zittende virginaalspeelster

## Eigendom
Diego Duarte (1612-1691), een Antwerpse bankier, juwelier en kunstverzamelaar van Portugees-Sefardische afkomst, was in 1682 in het bezit van een virginaalspeelster van Vermeer, ofwel Staande virginaalspeelster ofwel Zittende virginaalspeelster. Vanuit de nalatenschap van de familie van Vermeers mecenas Pieter van Ruijven (1624-1674) werden in 1696 in Amsterdam 21 schilderijen van Vermeer geveild, waaronder nummer 37, Een Speelende Juffrouw op de Clavecimbaerl van dito. Een van beide schilderijen moet op deze veiling verkocht zijn.
De Haagse handelaar Jan Danser Nijman (1735-1797) bezat in de achttiende eeuw vier schilderijen van Vermeer, te weten De kantwerkster, De astronoom, De geograaf en Staande virginaalspeelster. Het laatste werk werd in 1797 in Amsterdam verkocht en kwam in Londen terecht.
Théophile Thoré-Bürger (1807-1869), de Franse kunstcriticus en -verzamelaar die het werk van Johannes Vermeer in de negentiende eeuw opnieuw onder de aandacht van het grote publiek bracht, verwierf in de jaren 1860 zowel Staande virginaalspeelster als Zittende virginaalspeelster. Zijn erfgenamen verkochten Staande virginaalspeelster in 1892 aan de National Gallery in Londen.
Diana en haar nimfen · Christus in het huis van Martha en Maria · De koppelaarster · Slapend meisje · Brieflezend meisje bij het venster · Het straatje · De soldaat en het lachende meisje · Het melkmeisje · Het glas wijn · Dame en twee heren · Onderbreking van de muziek · Gezicht op Delft · De muziekles · Brieflezende vrouw in het blauw · Vrouw met weegschaal · Vrouw met waterkan · De luitspeelster · Vrouw met parelsnoer · Schrijvende vrouw in het geel · Meisje met de rode hoed · Meisje met de parel · Het concert · Allegorie op de schilderkunst · Meisjeskopje · Dame en dienstbode · De astronoom · De geograaf · De kantwerkster · De liefdesbrief · De gitaarspeelster · Schrijvende vrouw met dienstbode · Allegorie op het geloof · Staande virginaalspeelster · Zittende virginaalspeelster
Omstreden toeschrijvingen: Sint Praxedis · Zittende vrouw aan het virginaal · Meisje met de fluit